# Xã Serena, Quận LaSalle, Illinois
Xã Serena (tiếng Anh: Serena Township) là một xã thuộc quận LaSalle, tiểu bang Illinois, Hoa Kỳ. Năm 2010, dân số của xã này là 1.138 người.